# 中間知
中間知（ちゅうかんち、ラテン語: scientia media）は、イエズス会の神学者モリナが造った神学用語。キリスト教で全智全能の存在とされる神が有する知識の一つで、被造物すなわち例えば人間が一定の前提条件のもとに将来行うことになる自由な意志決定・行為について神が有する知識を意味する。神の恩寵と人間の自由意志に関するキリスト教神学上の論議において大きな影響を及ぼした。中知（ちゅうち）とも訳される。
冨山房刊『カトリック大辞典 3』の「中知」の説明によると、神の有する知識は以下のように分けられる。以下の説明では、「神的決意」を「神意」、「被造物の自由なる意志決定」を「人間の自由意志」と記する。
| 神の有する知識 | 神自身についての知識         |                                                                      |
| 神の有する知識 | 神的でないことについての知識 | 神意にも人間の自由意志にも依存しないことについての知識（自然的知識） |
| 神の有する知識 | 神的でないことについての知識 | 人間の自由意志に依存することについての知識（中間知）                 |
| 神の有する知識 | 神的でないことについての知識 | 神意に依存することについての知識（自由な知識）                       |

神の有する無限の知識には、神自身についての知識と神的でないことについての知識があり、後者には「自然的知識」と呼ぶ神意にも人間の自由意志にも依存しないことについての知識と、神の「自由な知識」と呼ぶ神意に依存することについての知識がある。モリナはこの「自然的知識」と神の「自由な知識」に属さない神の知識として、人間の自由意志に依存することについての知識を「中間知」と名付けた。